# Can Coromines Vell
Can Coromines Vell és un mas al costat de ponent del poble de Maià de Montcal (Garrotxa) catalogat a l'Inventari del Patrimoni Arquitectònic de Catalunya. Can Coromines és una antiga masia, propera a la capella dedicada a Sant Prim i Sant Felicià, bastida en diverses etapes. La façana que mira a migdia és el primer cos d'edifici construït, destacant-se una gran porta adovellada que dona accés als interiors. Posteriorment les ampliacions del mas s'efectuaren per les altres tres façanes, bastint-se la part del llevant en el decurs dels segles XVI-XVII. Can Coromines va ésser abandonada l'any 1984 i més endavant es va adaptar a la nova funció de càmping i apartaments de lloguer.
És de planta irregular degut a l'afegiment de cossos adossats a l'edifici primitiu ubicat a migdia. Aquest darrer disposa de baixos (destinats al bestiar, amb pilars i voltes d'aresta), planta (amb escala de pedra interior) i pis superior-graner. Va ésser bastida amb pedra poc treballada del país, fent excepció als carreus emprats per fer els cantoners i les obertures. La porta d'accés és un gran arc adovellat.
A la façana de llevant es poden veure les restes de dues finestres esculpides en estil gòtic tardà: una d'elles està emmarcada per columnes estriades adossades als murs amb capitells que representen el cap d'una dona i d'un home amb gran barba i bigoti; l'altra finestra també té columnes estriades i els capitells estan ornats amb gran fulles d'acant. La resta de la decoració es va fer amb motius geomètrics.
Al llarg del temps s'han afegit diferents cossos a la masia principal. Són de planta baixa i pis i la seva factura és semblant al cos originari excepte un últim cos construït a finals del segle xx quan la masia es va transformar en càmping; aquest cos consta de planta baixa i dos pisos amb grans finestres rectangulars, coberta a una aigua i la part que dona a la façana principal té forma arrodonida. Mentre que tota la casa té la pedra vista, aquest últim cos està arrebossat i pintat.